# Segezjskij rajon
Segezjskij rajon (ryska: Сегежский район) är en rajon i Karelska republiken i Ryssland. Den hade 38 472 invånare år 2015.